# 泰国山鹧鸪
泰国山鹧鸪（学名：Arborophila diversa）也称暹罗山鹧鸪，是雉科的一种鸟类。它分布于泰国东南部的热带森林中。其分类地位有争议，一些分类系统将其视为栗头山鹧鸪的亚种。